# Maciej Chojnacki
Maciej Chojnacki, né le 6 décembre 1942, à Częstochowa (Pologne) et mort le 21 janvier 2024, est un joueur de basket-ball polonais. Il joue au poste d'ailier.

## Biographie
Maciej Chojnacki naît le 16 décembre 1942 à Częstochowab en Silésie.
Il effectue sa carrière de basket-ball à Lech Poznań, où il joue comme ailier entre 1961 et 1973. Maciej Chojnacki participe aux Championnats d'Europe en 1967, où l’équipe nationale połonaise, les « White-Reds », finissent à la troisième place.
De 1973 à 1976, il est engagé en Belgique dans l'équipe de Waterloo (Brabant wallon). Il rentre ensuite dans son pays et termine sa carrière de joueur à Połońią Leszno. Il devient assistant de Wiktor Haglauer dans son club d’origine de Lech Poznań.
Il reçoit la médaille de bronze pour les performances sportives exceptionnelles.
Maciej Chojnacki meurt le 21 décembre 2024 à l’âge de 81 ans.

## Palmarès
- 3e du championnat d'Europe 1967